# 野桐生小光壳炱
野桐生小光壳炱（学名：Asteridiella malloticola）是属于小煤炱目小煤炱科小光壳炱属的一种真菌，寄生在野桐属植物上。该种分布于中国、印度、菲律宾。